# Чентрале Енел (Торино)
Чентрале Енел је насеље у Италији у округу Торино, региону Пијемонт.
Према процени из 2011. у насељу је живело 32 становника. Насеље се налази на надморској висини од 249 м.